# ادوارد ا. تورپ
ادوارد اوکلی تورپ (متولد ۱۴ اوت ۱۹۳۲) استاد ریاضیات، نویسنده، مدیر صندوق‌های پوشش ریسک و محقق بلکجک آمریکایی است. وی پیشگام کاربردهای مدرن نظریه احتمال، از جمله تحت کنترل درآوردن همبستگی‌های بسیار کوچک برای سود مالی قابل اطمینان بود.
تورپ نویسنده دیلر را شکست بده است، که از نظر ریاضی ثابت کرد که با شمارش کارت می‌توان برتری خانگی را در بلک جک از بین برد. وی همچنین در بازارهای مالی تکنیک‌های مؤثر صندوق‌های پوشش ریسک را توسعه داد و به کار برد و در ایجاد اولین رایانه پوشیدنی با کلود شانون همکاری کرد.
تورپ دکترای خود را در ریاضیات از دانشگاه کالیفرنیا، لس آنجلس در سال ۱۹۵۸ دریافت کرد؛ و از سال ۱۹۵۹ تا ۱۹۶۱ در انستیتوی فناوری ماساچوست (MIT) کار کرد. او بین ۱۹۶۱–۱۹۶۵ در دانشگاه ایالتی نیومکزیکو استاد ریاضیات بود، و پس از آن به دانشگاه کالیفرنیا، ایروین پیوست و بین ۱۹۶۵–۱۹۷۷ از سال ۱۹۷۷ تا سال ۱۹۸۲ استاد ریاضیات و استاد ریاضیات و امور مالی بود.

## بازار سهام
از اواخر دهه ۱۹۶۰، تورپ با کشف و بهره‌برداری از تعدادی از ناهنجاری‌های قیمت گذاری در بازارهای اوراق بهادار، از دانش خود در احتمالات و آمار در بورس سهام استفاده کرد و ثروت قابل توجهی به دست آورد. اولین صندوق پوشش ریسک تورپ شرکای پرینستون / نیوپورت بود. وی در حال حاضر رئیس ادوارد او. ثورپ و همکاران است که در نیوپورت بیچ، کالیفرنیا مستقر است. در ماه مه ۱۹۹۸، تورپ گزارش داد که سرمایه‌گذاری‌های شخصی وی به‌طور متوسط سالانه ۲۰ درصد بازده در طی ۲۸٫۵ سال داشته‌است.

## کتابشناسی
- (Autobiography) Edward O. Thorp, A Man for All Markets: From Las Vegas to Wall Street, How I Beat the Dealer and the Market, 2017.
- Edward O. Thorp, Elementary Probability, 1977, شابک ‎۰−۸۸۲۷۵−۳۸۹−۴
- Edward Thorp, Beat the Dealer: A Winning Strategy for the Game of Twenty-One, شابک ‎۰−۳۹۴−۷۰۳۱۰−۳
- Edward O. Thorp, Sheen T. Kassouf, Beat the Market: A Scientific Stock Market System, 1967, شابک ‎۰−۳۹۴−۴۲۴۳۹−۵ (online pdf, retrieved 2۲ نوامبر ۲۰۱۷)
- Edward O. Thorp, The Mathematics of Gambling, 1984, شابک ‎۰−۸۹۷۴۶−۰۱۹−۷ (online version part 1, part 2, part 3, part 4)
- Fortune's Formula: The Untold Story of the Scientific Betting System That Beat the Casinos and Wall Street by William Poundstone
- The Kelly Capital Growth Investment Criterion: Theory and Practice (World Scientific Handbook in Financial Economic Series), شابک ‎۹۷۸−۹۸۱۴۲۹۳۴۹۵، February 10, 2011 by Leonard C. MacLean (Editor), Edward O. Thorp (Editor), William T. Ziemba (Editor)